# Gerd F. Schultze

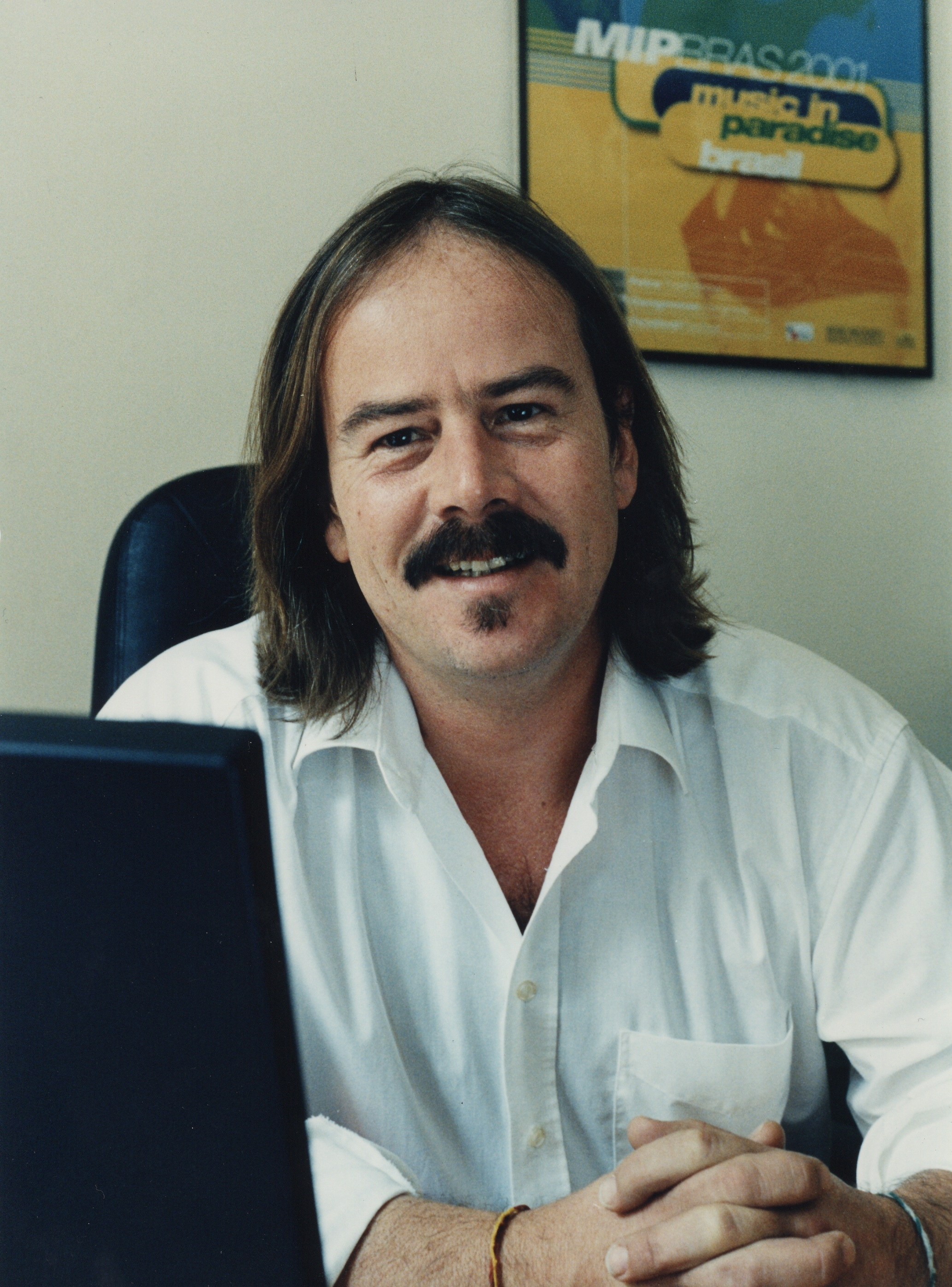
Gerd F. Schultze, 1999

Gerd F. Schultze (* 14. August 1955 in Seehausen, Altmark) ist ein deutscher Produzent, Regisseur und Autor.

## Biografie
Aufgewachsen ist Gerd F. Schultze in Bonn-Bad Godesberg, wo er auch sein Abitur machte. Anschließend studierte er Journalistik, Foto- und Filmdesign in Dortmund. Es folgten über 20 Jahre beim WDR, wo er als Produzent und Regisseur der Sendung Rockpalast tätig war. In seiner Funktion als leitender Produzent war er maßgeblich am Aufbau der Unterhaltungsabteilung von RTL Television beteiligt, für die er unter anderem die erste deutsche Casting-Show Match konzipierte. Als Autor, Regisseur, Produzent und Geschäftsführer der Music-Delight Productions GmbH hatte Schultze eine Reihe TV-, Musik- und Unterhaltungsformate wie Rocklife (WDR/HR), Music Hall (HR/MDR), Backstage (SAT1), RockTL (RTL) oder PopcornLive (SRTL) produziert. Im Auftrag der Hessischen Staatskanzlei gestaltete er das Pop- und Rock-Programm diverser Hessentage mit Bands wie den Blues Brothers, Saga oder den Hooters und war für die Gesamtproduktion des Hessischen Rundfunks (TV) verantwortlich. Schultze drehte unter anderem Musikvideos, Musik-Specials und Live-Konzerte z. B. mit Udo Lindenberg, Die Toten Hosen, BAP, Roger Taylor (Queen), Peter Maffay, Söhne Mannheims, Klaus Doldinger, Die Fantastischen Vier, Nisha, Michael Jackson, Joe Cocker, Bryan Adams, Santana, INXS, Red Hot Chili Peppers, OutKast, Green Day, Nickelback, Iron Maiden, The Cure, Sheryl Crow, Rolling Stones, Radiohead und den Backstreet Boys.
Für die Messe Frankfurt in Rio de Janeiro entwickelte er in Zusammenarbeit mit dem Verband der brasilianischen Musikindustrie ein internationales Messeformat für die brasilianische Musik-, TV- und Entertainment Industrie. Nach wie vor konzipiert er Branded-Entertainment-Showformate und ist als Medienberater für Handelsketten und Messegesellschaften tätig.
Schultze produzierte, inszenierte und führte Regie z. B. bei der 2011 veröffentlichten 3D-Blu-ray Scorpions Live in 3D und der gleichnamigen CD, sowie 2013 eine Reihe von UHD-Konzerten unter anderem mit Extrabreit.
Im Auftrag von Samsung und in Zusammenarbeit mit SES Astra plante, konzipierte und produzierte er mit seiner Firma Music-Delight die erste UHD-Live-Übertragung mit dem Konzert der US-Band Linkin Park, das im November 2014 mit einer Länge von circa zwei Stunden aus der O2 World in Berlin ausgestrahlt wurde.

## Auszeichnungen (Auswahl)
Viele der von Schultze produzierten DVDs und Blu-rays haben Gold- und Platin-Status erreicht. Dazu gehören:
- Joe Cocker: The Best of Joe Cocker Live
- Peter Maffay: Tattoos Live
- Runrig: Day of Days
- Max Raabe & Palastorchester: Palast Revue

## TV-Produktionen (Auswahl)
- Rockpalast
- Rock am Ring
- Rockpalast-Open-Air auf der Loreley
- Bizarre-Festival
- Arsch huh, Zäng ussenander

## Videoproduktionen (Auswahl)
- Klaus Doldinger: Back to Brazil
- Extrabreit: Live und Jetzt
- DVDSerie mit fünf BAP-at-Rockpalast-Konzerten
- Huey Lewis: Huey Lewis at Rockpalast
- Thin Lizzy: Thin Lizzy at Rockpalast
- INXS: INXS at Rockpalast
- Johnny Guitar Watson: Music Hall in Concert
- Third World: Music Hall in Concert
- Wolf Maahn: Direkt ins Blut 1&2
- Herman van Veen: Lachen verboten
- Scorpions: Scorpions Live in 3D